# Application infrastructure provider
Un application infrastructure provider (AIP) è un modello architetturale per l'erogazione di servizi informatici che prevede la fornitura di sistemi di calcolo e delle infrastrutture operative per lo sviluppo, la distribuzione e la gestione di applicazioni di classe enterprise. Può essere considerato un particolare tipo di ASP specializzato nella fornitura di servizi ad altri ASP.

## Descrizione
Un provider di infrastruttura applicativa (AIP) fornisce ai propri clienti le risorse di calcolo e le infrastrutture per lo sviluppo, la distribuzione e la gestione di applicazioni di classe enterprise. Tipicamente ospita tutte le risorse fisiche per applicazioni attraverso una piattaforma di servizi gestiti.
I servizi solitamente includono la manutenzione dell'hardware, la gestione del software operativo e del software di gestione,  connettività Internet e di alimentazione / raffreddamento. Normalmente tali servizi sono governati da un contratto di servizio (SLA).
Un AIP è solitamente strutturato per ospitare applicazioni di fascia alta. L'infrastruttura sottostante si accede in remoto tramite Internet o all'interno di una connessione sicura rete privata virtuale (VPN).
A seconda delle esigenze applicative, un AIP può fornire servizi che comprendono server in cluster, storage scalabile,  monitoraggio e servizi di sicurezza fisica e logica. In generale, la maggior parte delle risorse fisiche sono interamente dedicate a un'applicazione / cliente che ha il controllo completo del sistema operativo di base (OS) e delle applicazioni installate. Tuttavia, l'infrastruttura può anche essere condivisa in un'architettura Multi-tenant sia virtuale che fisica.